# Zoo centrale della Corea

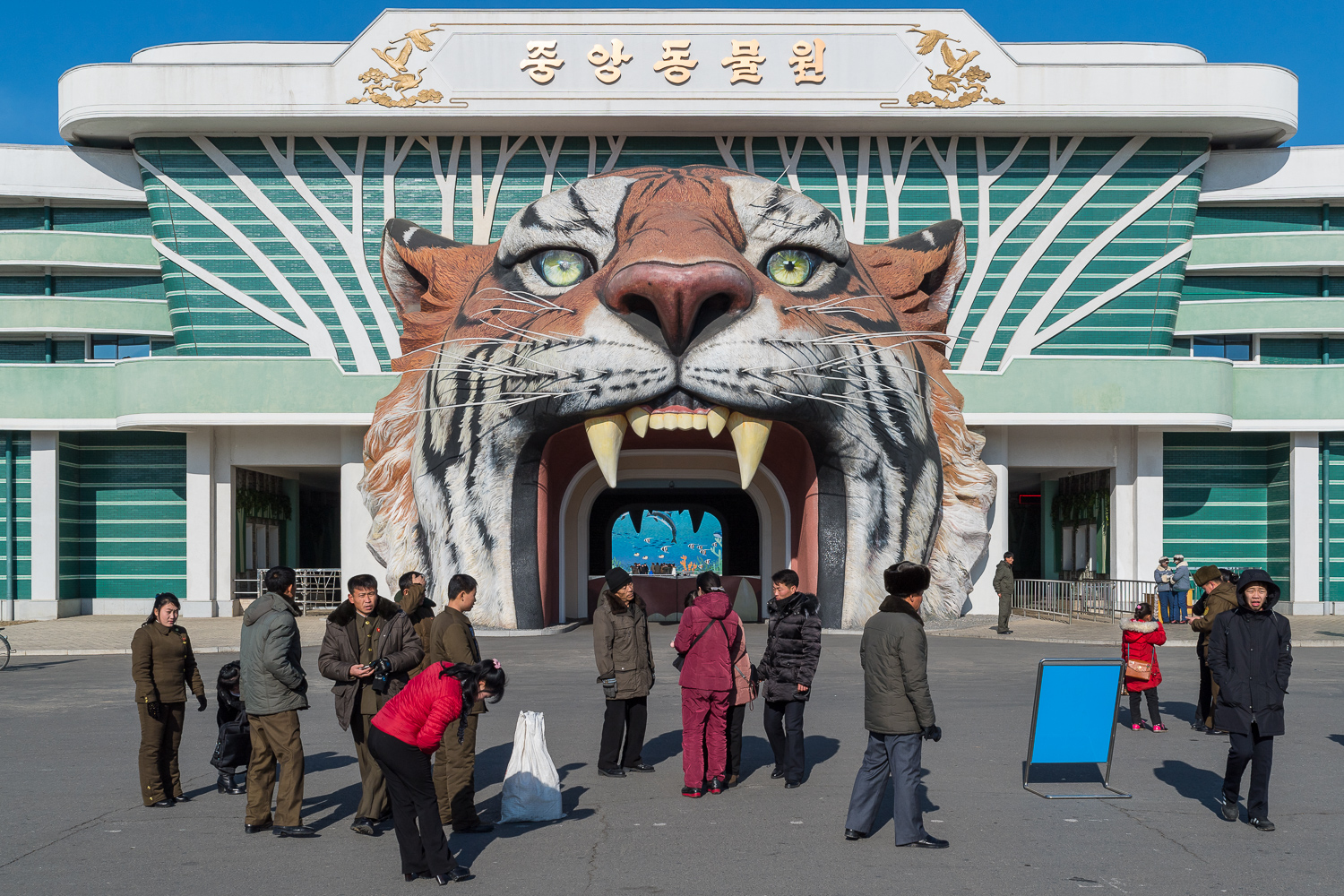
L'entrata principale dello zoo.

Lo Zoo centrale della Corea, chiamato anche come Zoo centrale di Pyongyang, è lo zoo nazionale della Corea del Nord.
Situato vicino al monte Taesongsan, a Pyongyang, lo zoo conta oltre 5.000 animali selvatici, per un totale di 650 specie, e copre un'area di circa un chilometro quadrato. Secondo fonti nordcoreane, è stato aperto nell'aprile 1959 su ordine di Kim Il-sung.

## Descrizione
Si dice che gli elefanti siano gli animali più caratteristici dello zoo; secondo quanto raccontano le guide tutti gli elefanti del bioparco discendono da un unico elefante, chiamato "elefante eroe". Esso sarebbe stato donato a Kim Il-sung dal leader vietnamita Ho Chi Minh nel 1959. Tuttavia questo non sarebbe stato l'unico animale donato da un capo di stato straniero, infatti a partire dal 2001, lo zoo ha comunicato che ben 400 animali erano stati donati ai leader del paese, che successivamente li avrebbero donati allo zoo. Secondo un rapporto del Daily Telegraph, un quotidiano britannico, lo zoo ha anche un pappagallo che può urlare in inglese: "Lunga vita al grande leader, il compagno Kim Il-sung". Nell'aprile 2005, lo zoo ha effettuato il suo primo scambio di specie con una delle sue controparti sudcoreane. Il bioparco nordcoreano ha ricevuto lama e ippopotami dal sud, mentre quello sudcoreano ha ricevuto orsi neri asiatici, donnole siberiane e pony africani.
Lo zoo centrale possiede anche cani, di cui otto appartenevano proprio a Kim Il-sung e dati allo zoo dopo la sua morte nel 1994. Inoltre lo zoo possedeva una coppia di cani Jindo regalati da Kim Dae-jung a Kim Jong- il in occasione del vertice inter-coreano del 2000.
Nel 2010, al bioparco, insieme a molti altri in tutta la Corea del Nord, sono state donate molte specie di fauna selvatica dal Parco nazionale Hwange, nello Zimbabwe. Gli ambientalisti del paese hanno fortemente criticato la decisione del parco nazionale, temendo che gli animali non sarebbero sopravvissuti al lungo viaggio e alle scarse condizioni degli zoo Nordcoreani. Le autorità dello Zimbabwe hanno quindi deciso di inviare alcuni veterinari nei parchi del regno eremita e sono rimasti soddisfatti delle condizioni presenti, comunicando che gli zoo erano a norma.
Fra le attrazioni più inusuali dello Zoo centrale vi sono anche: uno scimpanzé che fuma sigarette, scimmie che giocano a basket e un cane addestrato a manipolare un abaco.

## Critiche
Lo zoo centrale è stato aspramente criticato dalla casa editrice australiana Lonely Planet e dal periodico Asia Times. Lonely Planet ha descritto lo zoo come un "posto deprimente e poco stimolante, da evitare".. Un rapporto del 2006 dell'Asia Times riportava che i guardiani del bioparco mettessero periodicamente animali di specie diverse nelle stesse gabbie al fine di farli combattere a vicenda.